# Raphaël
Raphaël Haroche, noto anche con lo pseudonimo di Raphael (Parigi, 7 novembre 1975), è un cantante francese.

## Biografia

### L'infanzia e la gioventù
Nasce da madre argentina e da padre di origini ebreo-russo-marocchine; i genitori sono entrambi avvocati ed editori, vivono a Boulogne-Billancourt dove il futuro cantante trascorre l'infanzia. Successivamente la famiglia si trasferisce nel centro di Parigi. Raphaël, timido in una famiglia espansiva, studia con scarso rendimento presso il liceo Henri IV. È una persona giovane a disagio e complessata, che si applica poco.
Da bambino prende lezioni di pianoforte e chitarra. I suoi idoli sono David Bowie, Iggy Pop, Bob Dylan, i Led Zeppelin, Jimi Hendrix, Renaud. Più tardi scopre Brel, Bashung, Christophe e Gérard Manset.
Legge libri di Kerouac, Salinger, Bukowski e Chuck Palahniuk. Suona in piccoli gruppi prima di iniziare a scrivere canzoni come solista. Nel 1999 Raphael riceve un master in diritto di proprietà letterarie e artistiche (Parigi 2 - Assas).
Suo zio paterno è il premio Nobel per la Fisica 2012, Serge Haroche.

### 2000-2002: debutto
A 24 anni, Raphael, firma il suo primo album per EMI con il manager di Caroline Manset (Caro M.), figlia di Gérard Manset. Per quanto riguarda Hôtel de l'Univers, l'album è un omaggio implicito ad Arthur Rimbaud (che ha vissuto ad Aden in un albergo con questo nome). Raphaël è ancora alla ricerca del suo stile musicale e dà all'album un tono rock. Ottiene un buon successo con 65 000 unità vendute.

### 2003-2005: la rivelazione e il successo di Caravane
Il grande pubblico scopre Raphaël nel 2003, durante il suo duetto con Jean-Louis Aubert per la canzone On the road, tratta dal suo secondo album, Reality. Ma Raphael conosce davvero la consacrazione con il suo terzo album, Caravane, disco di diamante con 1,8 milioni di copie vendute (il migliore nelle vendite 2005-8), che gli valse tre riconoscimenti nel marzo 2006 : miglior artista maschile, miglior album e migliore canzone per il singolo Caravane.

### 2006-2007: Raphael Live
Nel settembre del 2006, Raphael pubblica il live album Résistance à la nuit che comprende le sue migliori canzoni Caravane , La réalité e Hôtel de l'Univers .
A seguito di questo album, Raphael esce a novembre 2006 col suo primo DVD, Raphael Live , che comprende un concerto allo Zenith di Parigi e quello di Chatelet.
Ad inizio 2007 partecipa alla tournée Les Aventuriers d'un autre Monde con Jean-Louis Aubert , Alain Bashung , Cali, Daniel Darc et Richard Kolinka.
Nel febbraio 2007 pubblica Une nuit au Châtelet  che è l'audio live registrato al Théâtre du Châtelet nell'ottobre 2006.

### 2008: Haïti
Raphael pubblica il suo quarto album di inediti, Je sais que la terre est plate, il 17 marzo 2008. Nell'album troviamo la canzone Haïti, una collaborazione con il gruppo giamaicano Toots & the Maytals.

### 2010: Un tour acustico e album
Ad inizio 2010 ha intrapreso un tour solista acustico con nuove e vecchie canzoni come Bleu, blanc, rouge e comprende: Modern Love di David Bowie, My My Hey Hey da Neil Young e Osez Joséphine di Alain Bashung.
Il 27 settembre 2010 pubblica l'album Pacific 231.

### 2011 - 2012
Nel 2011 pubblica l'album Live vu par Jacques Audiard e nel 2012 l'album Super-Welter.
Vita privata
Dal 2002 convive con l'attrice ed ex modella Mélanie Thierry. La coppia ha due figli: Roman, nato il 24 maggio 2008, e Aliocha, nato il 31 dicembre 2013.